# Церковь Святого Ованеса (Мегри)
Армянская церковь XVII века в городе Мегри, Сюникской области Армении. Церковь включена в Список недвижимых памятников истории и культуры Мегри.

## История церкви
Построенная в XVII веке церковь Святого Ованеса относится к числу купольных церквей. Расположена в северной высокогорной части города Мегри и представляет собой квадратное куполообразное сооружение-базилика.
Церковь построена из местного базальтового камня, а купол выполнен из кирпича. Прямоугольный зал, вытянутый с запада на восток, разделен на три нефа двумя парами проходов. Сферический купол расположен в центре молитвенного зала. Барабан внутри цилиндрический, снаружи 12-ти угольный.
Церковь имеет один вход, расположенный с западной стороны. Внутри отделана кирпичом, с несколькими сводами. Ниши и арки стен имеют ярко выраженную стреловидную форму. К церкви с западной стороны примыкает зал прямоугольной формы, трехарочный открытый зал (ныне руины).

## Галерея

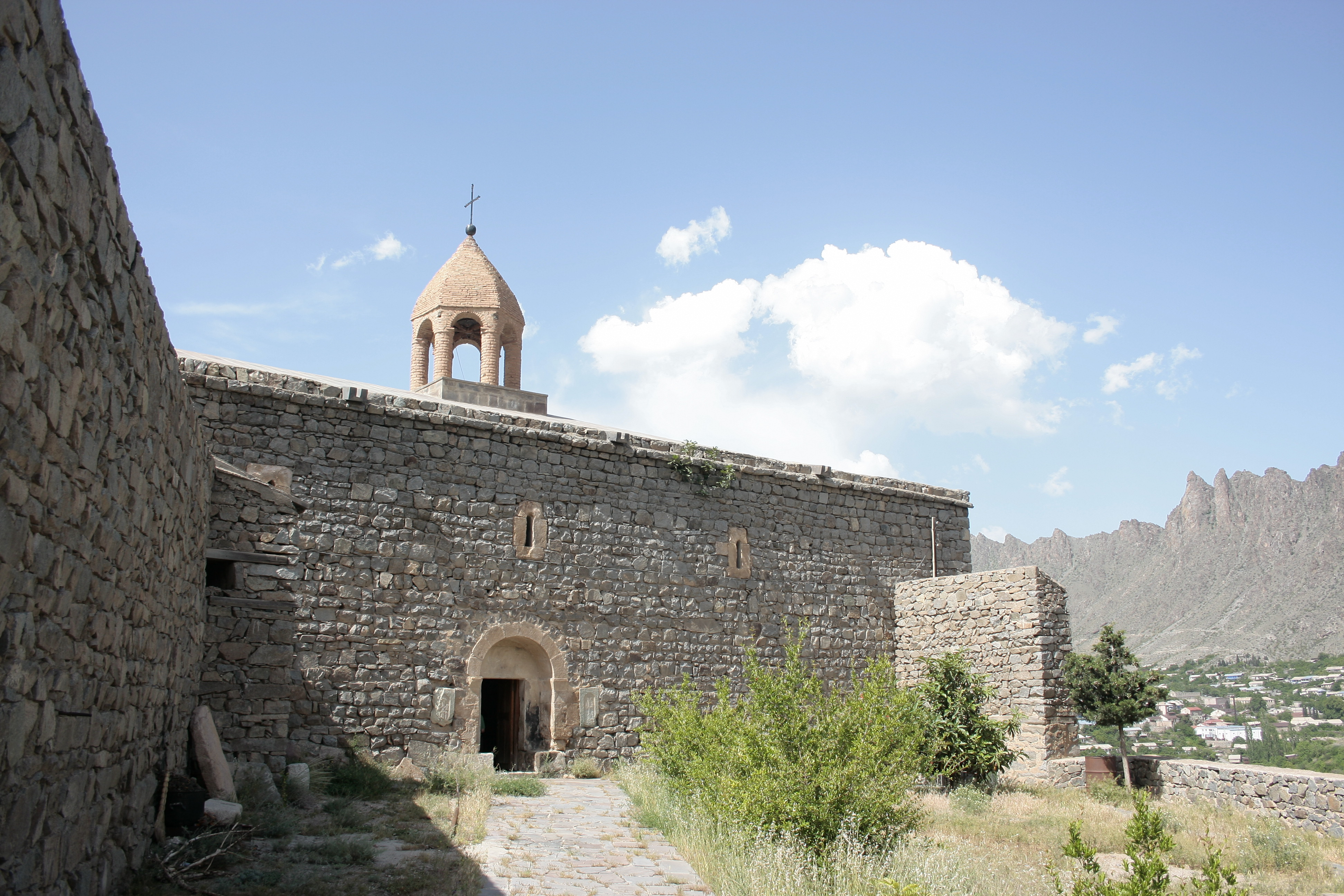
Главный вход
Стены церкви
Подход к церкви
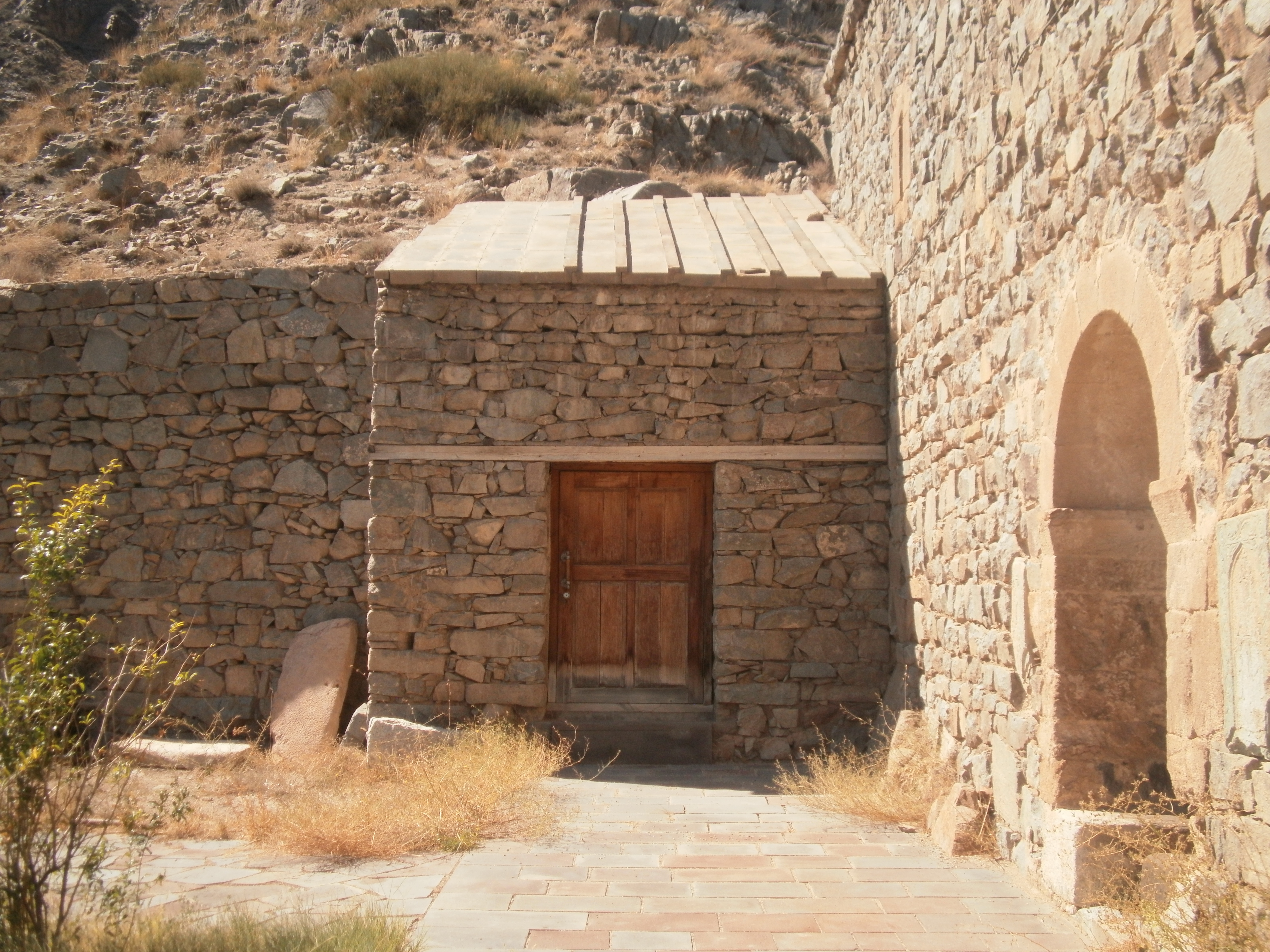
Одно из помещений
Арка - вход на территорию церкви
Хачкары и вишапы
Перед входом в церковь
Внуртеннее убранство
Рисунки стен
Росписи
Алтарь